# Đảo Sonora
Đảo Sonora là một hòn đảo nằm trong quần đảo Discovery, thuộc tỉnh bang British Columbia, Canada.
Đảo được tìm ra bởi người cuộc thám hiểm Tây Bắc Thái Bình Dương của người Tây Ban Nha năm 1775.  Đoàn thám hiểm gồm hai tàu: Santiago, chỉ huy bởi Bruno de Heceta và schooner Sonora (la Señora), chỉ huy bởi trung úy Juan Francisco de la Bodega y Quadra. Tên đảo được đặt theo con tàu Schooner Sonora.

## Liên kết
- Thurston Bay Marine Provincial Park Lưu trữ ngày 1 tháng 2 năm 2009 tại Wayback Machine